# Hee Oh
Hee Oh (* 27. Oktober 1969) ist eine Mathematikerin und Hochschullehrerin aus Südkorea, die sich mit dynamischen Systemen (homogene Dynamik), Ergodentheorie, Lie-Gruppen und deren diskreten Untergruppen, Darstellungstheorie von Gruppen, geometrischer Gruppentheorie mit Anwendungen in Zahlentheorie (Gleichverteilung) und Geometrie (z. B. Apollonische Kreispackungen) befasst.

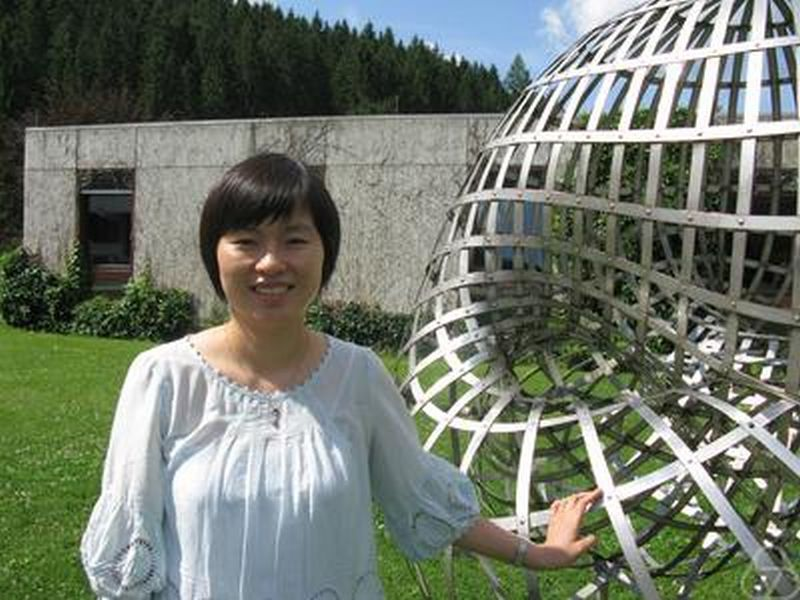
Hee Oh, Oberwolfach 2010

Hee Oh studierte Mathematik an der Seoul National University mit dem Bachelor-Abschluss 1992 und wurde 1997 bei Gregory Margulis an der Yale University promoviert (Discrete Subgroups Generated By Lattices In Opposite Horospherical Subgroups). Danach war sie an der Princeton University (Assistant Professor 1999 bis 2003), dem Caltech (Associate Professor 2003, Professor 2006/07), der Brown University (Professor ab 2006) und ist ab 2013 Professorin an der Yale University, als erste Frau mit Festanstellung (tenure) in Mathematik in Yale.
2002/03 war sie am Institute for Advanced Study. Außerdem war sie Gastwissenschaftlerin in Harvard, Bielefeld, Chicago, am Korea Institute for Advanced Study (ab 2008), am Max-Planck-Institut für Mathematik in Bonn, am Isaac Newton Institute, an der Oklahoma State University (Gastprofessur 1997/98) und an der Hebräischen Universität in Jerusalem (1998/99, Golda Meir Postdoctoral Fellow).
2008 bewies sie mit Alex Kontorovich einen Satz über die fraktale Dimension ebener Apollonischer Kreispackungen (fraktale Dimension {\displaystyle \delta =1,30568...}, Anzahl Kreise mit Radius größer r: {\displaystyle N(r)\sim C\cdot r^{\delta }}, wobei die Konstante C von den ersten drei sich gegenseitig berührenden Kreisen abhängt). Apollonische Kreispackungen gehen auf Apollonios von Perge (in einer verlorenen Schrift) und René Descartes zurück, der eine quadratische Formel für den Radius des vierten Kreises in Abhängigkeit von den ersten drei fand (Satz von Descartes). Für die Radien der folgenden Kreise gibt es eine lineare Gleichung, so dass das Problem auch einen zahlentheoretischen Aspekt hat (sind die ersten vier Radien ganzzahlig, so auch die folgenden) und, wie Hee Oh und Kontorovich ausnutzten, eine Verbindung zur Dynamik in hyperbolischen Mannigfaltigkeiten (von Jeffrey Lagarias, Peter Sarnak, Ronald Graham, Allan Wilks gefunden). 
Für 2015 erhielt sie den Ruth-Lyttle-Satter-Preis. 2010 war sie Invited Speaker auf dem Internationalen Mathematikerkongress in Hyderabad (Dynamics on geometrically finite hyperbolic manifolds with applications to Apollonian circle packings and beyond). 2012 wurde sie Fellow der American Mathematical Society. Für 2018 wurde ihr ein Ho-Am-Preis zugesprochen. 2018 war sie im Preiskomitee der Fields-Medaille. 2024 wurde sie zum Mitglied der American Academy of Arts and Sciences gewählt.
Sie ist verheiratet und hat zwei Kinder. Sie ist südkoreanische Staatsbürgerin.

## Schriften
- mit Dale Winter: Prime number theorems and holonomies for hyperbolic rational maps, Inventiones Mathematicae, Vol 208 (2017), 401--440
- with Curtis McMullen, Amir Mohammadi: Geodesic planes in hyperbolic 3-manifolds, Inventiones Mathematicae, Vol 209 (2017), 425--461
- mit Nimish Shah: The asymptotic distribution of orbits of Kleinian groups, Invent. Math., Band 187, 2012, 1–35
- mit Laurent Clozel, Emmanuel Ullmo: Hecke operators and equidistribution of Hecke points, Inventiones mathematicae, Band 144, 2001, S. 327–351
- mit Alex Kontorovich: Apollonian circle packings and closed horospheres on hyperbolic 3-manifolds, Journal of the American Mathematical Society, Band 24, 2011, 603–648, Arxiv
- mit Alex Eskin, S. Mozes: On uniform exponential growth for linear groups, Inventiones mathematicae, Band 160, 2005, S. 1–30
- mit N. Shah: Equidistribution and counting for orbits of geometrically finite hyperbolic groups, Journal of the American Mathematical Society, Band 26, 2013, S. 511–562
- mit Alexander Gorodnik: Orbits of discrete subgroups on a symmetric space and the Furstenberg boundary, Duke Mathematical Journal, Band 139, 2007, S. 483–525
- mit Alex Eskin: Ergodic theoretic proof of equidistribution of Hecke points, Ergodic Theory and Dynamical Systems, Band 26, 2006, S. 163–167
- Proceedings of International Congress of Mathematicians (2010): Dynamics on geometrically finite hyperbolic manifolds with applications to Apollonian circle packings and beyond pdf